# 창녕조씨 삼강정려
창녕조씨 삼강정려(昌寧曺氏 三綱旌閭)는 광주광역시 광산구 북산동에 있는 정려이다. 2012년 1월 19일 광주광역시의 문화재자료 제28호로 지정되었다.

## 개요
창녕조씨 일가 4대의 충, 효, 열 행정적을 기리기 위해 세운 정려이다.
임진왜란 시 의병으로 활동한 조언수의 충, 그의 손자 조순악과 증손자 조후건의 효, 며느리 문화유씨의 열을 기리는 정려이다.

## 참고 자료
- 창녕조씨 삼강정려 - 국가유산청 국가유산포털